# ثابت الكتلة المولية
ثابت الكتلة المولية، الذي يُشار إليه عادةً بواسطة Mu، هو ثابت فيزيائي يُعرّف على أنه نسبة الكتلة المولية لعنصر (أو مركب) وكتلته النسبية.
يعرف المول والكتلة الذرية النسبية في الأصل في النظام الدولي للوحدات (SI) بحيث كان الثابت بالضبط 1 g/مول. أي أن القيمة العددية للكتلة المولية لعنصر، بالجرام لكل مول من الذرات، كانت مساوية للكتلة الذرية بالنسبة لثابت الكتلة الذرية، mu. وهكذا، على سبيل المثال، يبلغ متوسط الكتلة الذرية للكلور حوالي 35.446 وحدة كتل ذرية، وكانت كتلة مول واحد من ذرات الكلور حوالي 35.446 جرامًا.
في 20 مايو 2019، تغير تعريف النظام الدولي للوحدات (SI) للمول بحيث لم يعد ثابت الكتلة المولية 1 g/mol بالضبط. ومع ذلك، فإن الاختلاف ضئيل لجميع الأغراض العملية. وفقًا لـ SI، تعتمد قيمة Mu الآن على كتلة ذرة واحدة من الكربون-12، والتي يجب تحديدها تجريبيًا. اعتبارًا من ذلك التاريخ، فإن قيمة لجنة بيانات العلوم والتقنية الموصى بها لعام 2018 لـ Mu هي 0.99999999965(30)×10−3 kg⋅mol−1.
ثابت الكتلة المولية مهم في كتابة المعادلات الصحيحة الأبعاد. بينما يمكن القول بشكل غير رسمي أن "الكتلة المولية للعنصر M هي نفس الوزن الذري A، فإن الوزن الذري (الكتلة الذرية النسبية) A هو كمية بلا أبعاد، بينما الكتلة المولية M لها وحدات الكتلة لكل مول. بشكل رسمي، M هي A مضروبة في ثابت الكتلة المولية Mu.